# 鹿野浩司
鹿野 浩司（しかの こうじ、1971年4月3日 - ）は、東京都葛飾区出身の元プロ野球選手（内野手）。
サッカー選手の鹿野修平は息子。

## 来歴・人物
帝京高校時代は、吉岡雄二らと共に3年次の1989年に春のセンバツ、夏の選手権と春夏連続で甲子園に出場。
夏の選手権では、2回戦の米子東高戦から準々決勝の海星高戦にかけて8打数連続安打を記録する。これは現在も水口栄二らと並んで大会最多連続安打記録である。決勝の仙台育英高戦では、延長10回に大越基から決勝2点適時打を放つなどして優勝に輝いた。
1989年のプロ野球ドラフト会議でロッテオリオンズから5巡目で指名され入団する。しかし、一軍出場の機会がないまま1994年限りで現役を引退。
2018年より、自身の出身でもある中学生硬式野球クラブ・江戸川ポニーで監督を務める。

## 詳細情報

### 年度別打撃成績
- 一軍公式戦出場なし

### 背番号
- 60 （1990年 - 1994年）